# کوسینا
کوسینا (انگلیسی: Cosina) شرکت الکترونیک ژاپنی است، که در سال ۱۹۵۹ تأسیس شد.